# Joseph Sama
Joseph Sama (ur. 12 października 1947 w Dédougou) – burkiński duchowny katolicki, w latach 2000–2025 biskup Nouny.

## Życiorys
Święcenia kapłańskie przyjął 12 lipca 1975. Po święceniach i krótkim stażu duszpasterskim rozpoczął studia z teologii biblijnej na Katolickim Instytucie Afryki Zachodniej w Abidżanie (1977-1979), a następnie z Pisma Świętego w rzymskim Papieskim Instytucie Biblijnym (1980-1984). Po powrocie do kraju został m.in. dyrektorem Centrum Katechetycznego w Tionkuy, a następnie wikariuszem generalnym diecezji Nouna-Dédougou (1987-2000) oraz proboszczem tamtejszej parafii katedralnej.

### Episkopat
14 kwietnia 2000 roku został mianowany przez papieża Jana Pawła II biskupem diecezji Nouna. Sakrę przyjął 28 października 2000 z rąk biskupa Zéphyrina Toé. 25 stycznia 2025 papież Franciszek przyjął jego rezygnację z urzędu.